# Ward Whitt
Ward Whitt, né le 29 janvier 1942 à Buffalo (New York), est un mathématicien américain travaillant en théorie des files d'attente, processus stochastiques et analyse stochastique de systèmes de télécommunication.

## Biographie
Whitt étudie au Dartmouth College avec un bachelor en 1964 et à l'université Cornell, où il obtient en 1969 un Ph. D. en recherche opérationnelle sous la direction de Donald L. Iglehart (titre de la thèse : « Weak convergence theorems for queues in heavy traffic »). En 1968/69 il est « visiting » professeur assistant à l'université Stanford, et de 1969 à 1977 à l'université Yale, d'abord professeur assistant, puis professeur associé à partir de 1973. De 1977 à 2002 Whitt travaille aux Laboratoires Bell et leurs successeurs. Il est d'abord dans le département Operations Research à Holmdel, où il participe au développement du Queueing Network Analyzer (QNA), puis au centre de recherche mathématique à Murray Hill et, à partir de 1996, aux laboratoires AT&T à Florham Park. Depuis 2002 il est professeur à l'université Columbia (département Industrial Engineering and Operations Research).

## Prix et distinctions
- 2001 : Prix de théorie John-von-Neumann[3]
- 2001 : Prix Harold Larnder[4] décerné par la Société canadienne de recherche opérationnelle.
- 2003 : Prix Frederick W. Lanchester[3]

Whitt est membre de l'Académie nationale d'ingénierie des États-Unis, fellow INFORMS et fellow AT&T.

## Publications
Livre
- Ward Whitt, Stochastic-Process Limits : An Introduction to Stochastic-Process Limits and their Application to Queues, Springer, coll. « Springer Series in Operation Research », 2002, xxiii+602 (ISBN 978-0-387-21748-2, lire en ligne).

Articles (sélection : sa liste de publications contient plus de 380 items en 2018)
- Donald L. Iglehart et Ward Whitt, « Multiple Channel Queues in Heavy Traffic I », Advances in Applied Probability, vol. 2, no 1,‎ 1970, p. 150-177 (lire en ligne, consulté le 30 juillet 2018).
- Donald L. Iglehart et Ward Whitt, « Multiple Channel Queues in Heavy Traffic II: Sequences, Networks, and Batches », Advances in Applied Probability, vol. 2, no 2,‎ 1970, p. 355-369 (lire en ligne, consulté le 30 juillet 2018).
- Ward Whitt, « Multiple Channel Queues in Heavy Traffic III: Random Server Selection », Advances in Applied Probability, vol. 2, no 2,‎ 1970, p. 370-375.

- Donald L. Iglehart et Ward Whitt, « The Equivalence of Functional Central Limit Theorems for Counting Processes and Associated Partial Sums », Annals of Mathematical Statistics, vol. 42, no 4,‎ 1971, p. 1372-1378.
- Ward Whitt, « The Queueing Network Analyzer », Bell System Technical Journal, vol. 62, no 9,‎ 1983, p. 2779–2815 (lire en ligne, consulté le 30 juillet 2018).
- Shlomo Halfin et Ward Whitt, « Heavy-Traffic Limits for Queues with Many Exponential Servers », Operations Research, vol. 29, no 3,‎ 1981, p. 567–588 (lire en ligne, consulté le 30 juillet 2018).
- Yunan Liu et Ward Whitt, « A Network of Time-Varying Many-Server Fluid Queues with Customer Abandonment », Operations Research, vol. 59,‎ 2011, p. 835-846 (lire en ligne, consulté le 30 juillet 2018).